# 新国際版聖書
新国際版聖書 (しんこくさいばんせいしょ) または 新国際訳聖書 (しんこくさいやくせいしょ)、略称 NIV (New International Version)は、1978年にビブリカ（以前の国際聖書協会）がアメリカではゾンダーヴァン (Zondervan Corporarion) 、イギリスではホッダー＆ストウトン（Hodder & Stoughton）を通して発売し、英語圏で最も普及した聖書の翻訳のひとつである。編集にはアメリカだけではなく、イギリスやカナダ、オーストラリア、南アフリカなどの英語圏の学者も携わっている。翻訳の方針が聖書無謬説にたつため福音主義の教会で使用されている。

## 発行部数
出版社であるゾンダーヴァンによれば、新国際版聖書は現代英語訳聖書で最も人気のある聖書であり、世界中で2億1500万部以上を売り上げている。米国の福音派で特に人気があり、CBAの集計では米国における聖書の売上ではトップである。。
聖書の理解を深めるための注解や、背景知識を収録した数多くの注解付聖書が各社から出版されている。

## 批判
ブルース・M・メツガーからは、エレミヤ書7:22において“just”を付け加えることにより文意が変わっているという批判がある。
KJVオンリー派からは、テクストゥス・レセプトゥスではなく任意に選択した底本を使用していることへの批判がある。
形式的等価訳を好むキリスト者からは、NIVの翻訳には動的等価の手法が随所で採用されているため、不正確な訳であるとの批判がある。